# Nanoacuario

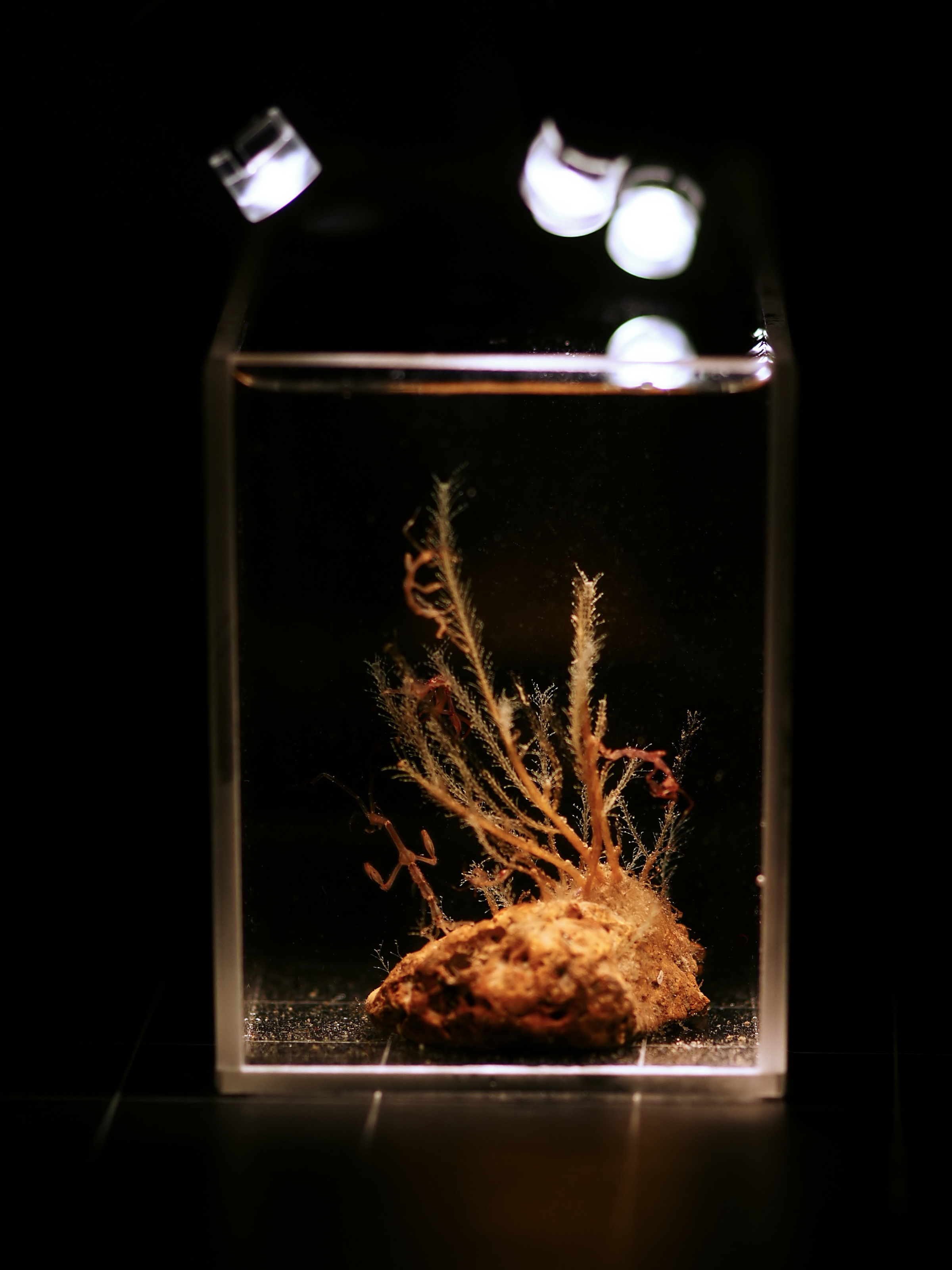
Nanoacuario para el mantenimiento del crustáceo Caprella mutica

Un nanoacuario (del griego antiguo νᾶνος nānos "enano" y el latín aquarium "depósito de agua") es el tipo de acuario más pequeño. En él los acuaristas mantienen camarones y cangrejos de río enanos, caracoles y peces de muy pequeño tamaño, así como corales o anémonas en el caso de los nanoacuarios de agua marina. El volumen típico de un nanoacuario es inferior a 54 litros, normalmente entre 12 y 36 litros, si bien existen gambarios de volumen tan pequeño como cuatro o cinco litros.
Hay que tener en cuenta que el mantenimiento de este tipo de acuarios es más difícil que el de acuarios de mayor tamaño, ya que las pequeñas dimensiones y la poca cantidad de agua hacen que cualquier mínima variación en alguno de sus parámetros pueda provocar grandes complicaciones.

## Tipos de nanoacuario

#### Nanoacuarios de crustáceos
También llamados «gambarios» son el tipo más extendido debido a la facilidad de su mantenimiento y están destinados fundamentalmente a albergar pequeños camarones, principalmente de los géneros Caridina y Neocaridina, de los que existen variedades de múltiples y vistosas coloraciones. Así mismo existen acuarios dedicados a diversas especies de cangrejos, como los de los géneros Geosesarma o Limnopilos, si bien suelen dar lugar a mayores problemas de convivencia.

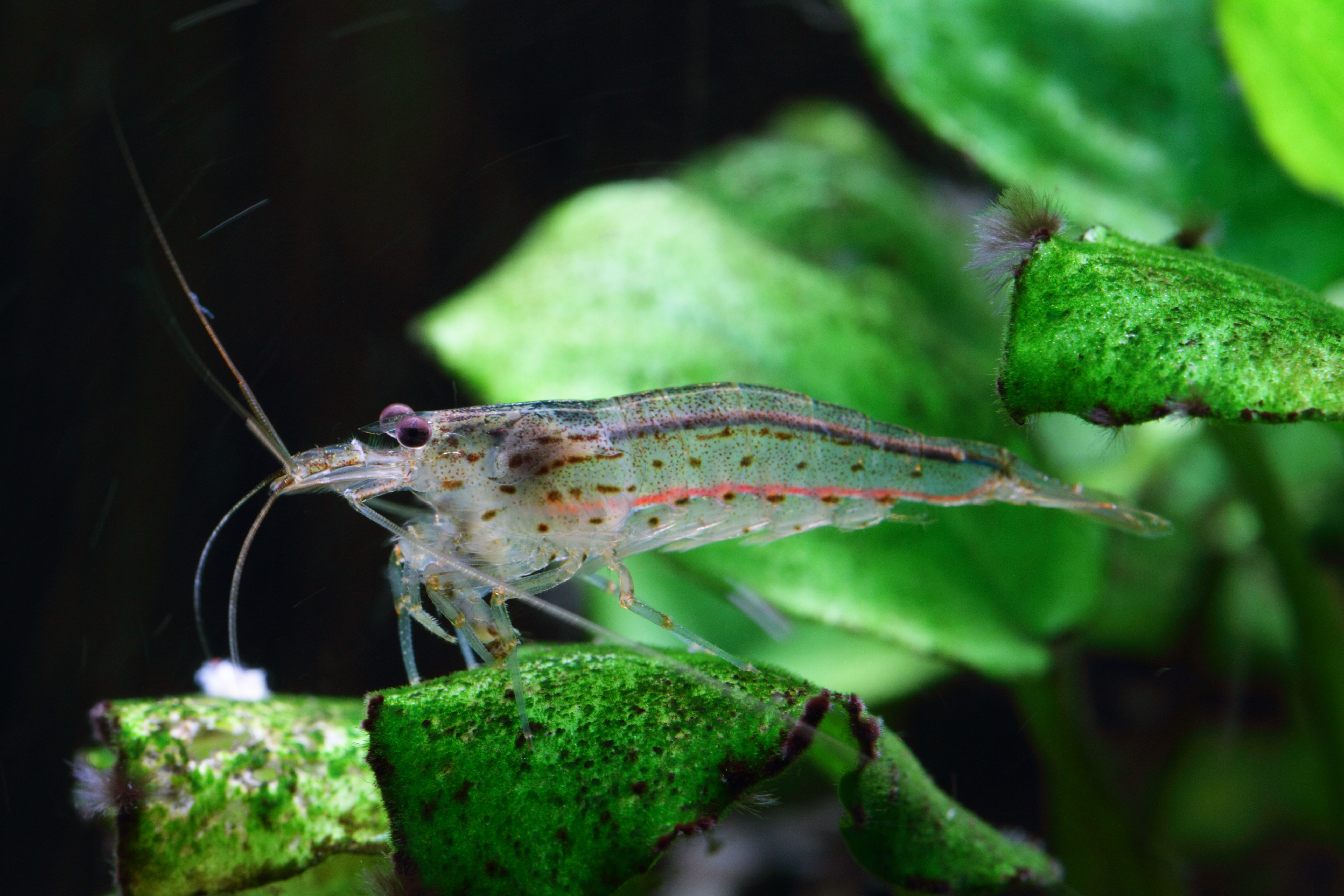
Caridina multidentata, o gamba Amano.

Se puede recurrir a urnas de reducido tamaño (4 litros aproximadamente) para mantener una colonia de gambas. Éstas pueden llegar a vivir sin filtración ni calentador (aunque no es lo más aconsejable), siempre y cuando se lleve un buen control con los cambios de agua y se ayude al mantenimiento del ecosistema con plantas naturales. Especies como el musgo de Java o las algas del género Cladophora son un hábitat ideal para gran cantidad de infusorios, que servirán de alimento para las gambas.
El origen de este tipo de nanoacuarios se debe al acuarista y paisajista acuático japonés Takashi Amano, quien introdujo en la acuariofilia la especie Caridina multidentata, denominada en su honor «gamba Amano».
Nanoacuarios de Moluscos

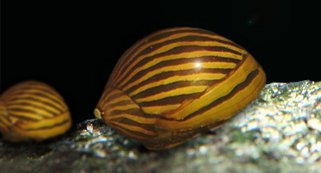
Neritina natalensis (caracol cebra)

Los «caracolarios» son una variante poco frecuente, ya que por lo general estas especies se utilizan más como complemento en otros tipos de acuario o nanoacuario.
Al igual que con los crustáceos, una importante fuente de alimentación procederá del propio acuario, en forma de restos de plantas o algunas especies de algas, aunque puede añadirse alimento comercial en forma de pastillas o escamas. Si, como es deseable, el acuario tiene plantas y algunas de ellas resultan atacadas pueden aportarse vegetales como lechuga, pepino o col para proveerles así del aporte vegetal que necesitan. En este tipo de nanoacuario es importante controlar mucho la población, ya que de no hacerse los caracoles podrían llegar a convertirse en una auténtica plaga.
Hay multitud de caracoles de agua dulce aptos para su mantenimiento en acuario, como los caracoles manzana (Pomacea canaliculata), los planorbis (Planorbis planorbis), el caracol cebra (Neritina natalensis), el caracol conejo (Tylomelania sp.) o el caracol Helena (Anentome Helena), este último conocido también como «caracol asesino» por su capacidad para devorar otros caracoles y controlar con ello su población.
Debe tenerse en cuenta que algunas especies, como los caracoles manzana, pueden considerarse en algunos países especies invasoras, peligrosas por su voracidad y resistencia a las condiciones adversas, que provocan importantes pérdidas y daños en cultivos como los arrozales.
Nanoacuarios con peces

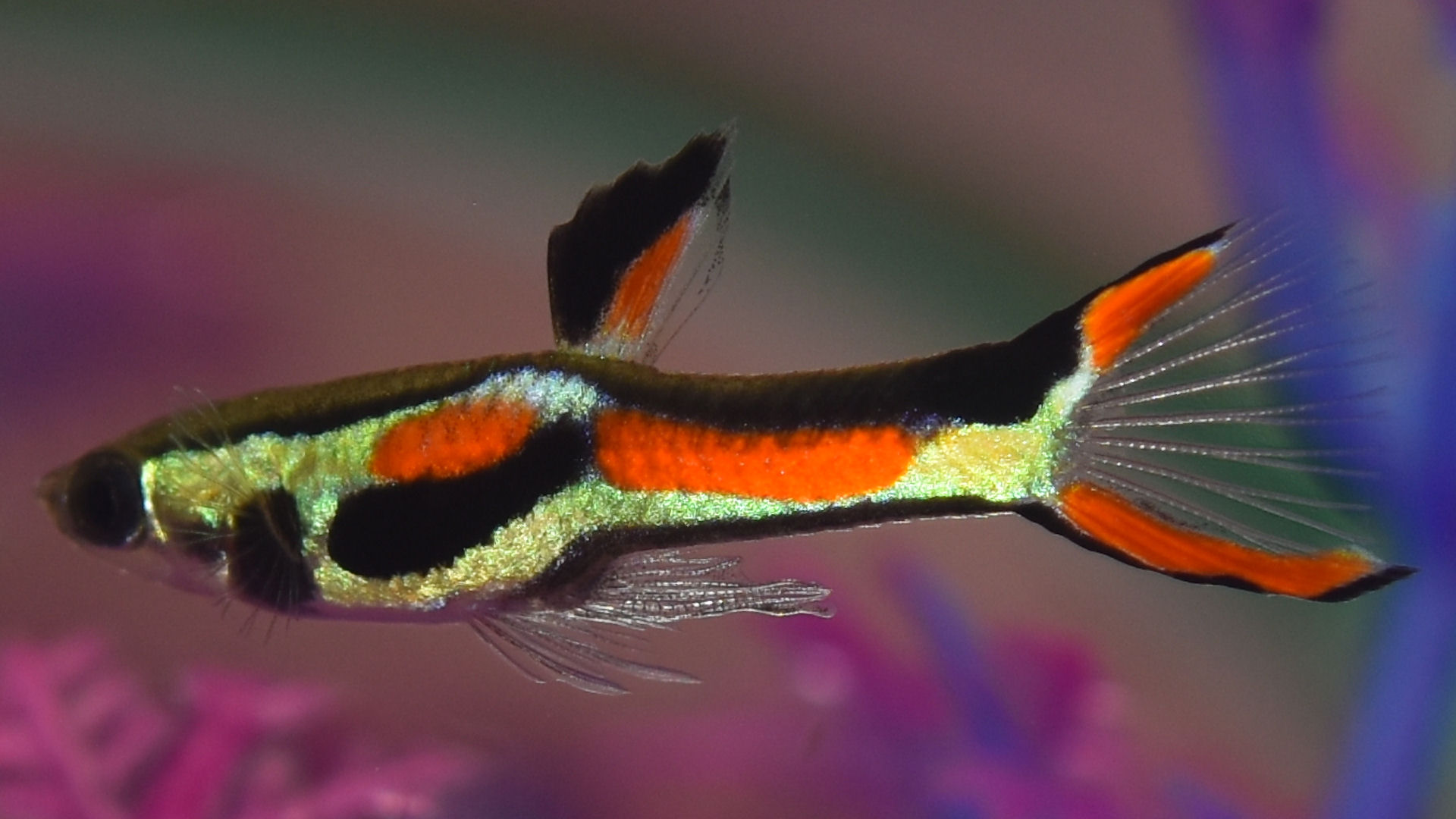
Macho de Poecilia wingei

Actualmente existen en el comerrcio infinidad de especies de peces tropicales que no llegan a los 4 cm. en su tamaño adulto. Algunas de ellas serían: Heterandria formosa, Poecilia wingei, Xiphophorus pygmaeus, Micropoecilia minima, Epiplatys annulatus, Corydoras pygmaeus, Microrasbora kubotai, Microrasbora galaxy o diversas especies del género Aphyosemion.
Hay que ser extremadamente cuidadosos al alimentar a los habitantes del acuario, ya que debido al poco volumen de agua una alimentación excesiva puede hacer que los parámetros se desestabilicen rápidamente. Es muy aconsejable tener en el acuario plantas de crecimiento rápido, ya que son grandes consumidoras de nitratos y ayudarán a tener un agua más estable.

#### Nanoacuarios plantados
El nanoacuario plantado da prioridad a la masa vegetal, sin prácticamente habitantes animales. Este tipo de nanoacuarios requerirá un alto grado de control sobre el sistema de abonado, para aportar todos los macro-nutrientes (Nitrógeno, Fósforo y Potasio) que no serán aportados de ninguna otra forma al no tener habitantes animales, así como también sobre los micro-nutrientes (Hierro, Cobre, Magnesio, Boro, Zinc...).
El mantenimiento de estos nanoacuarios consistirá principalmente en la poda y replantado, y de vez en cuando en cambios de agua generosos para renovar la calidad del agua que puede llegar a saturarse de componentes químicos tras mucho abonado.

#### Microarrecifes

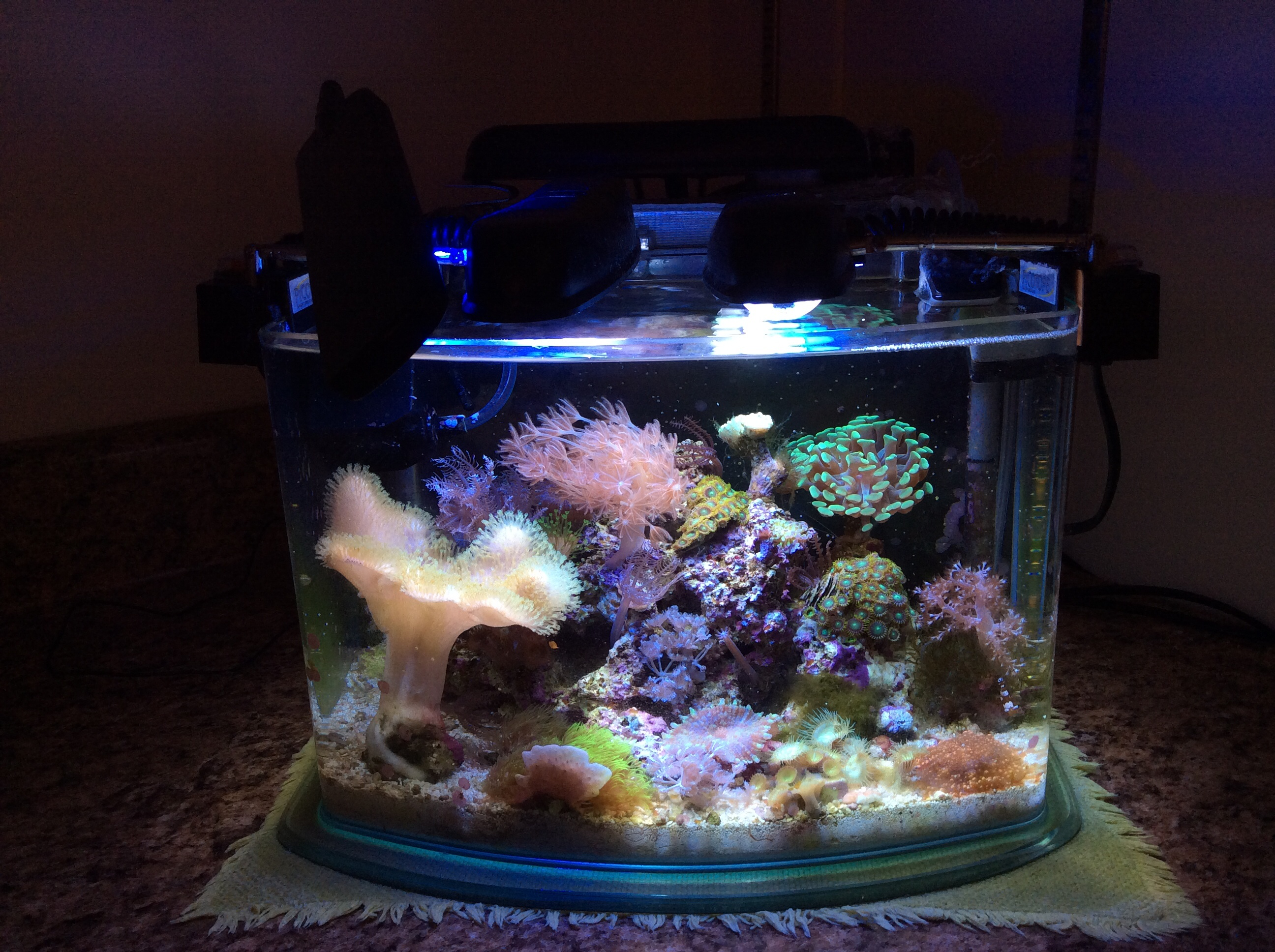
Un microarrecife de 14 litros que contiene corales pétreos pequeños y grandes, así como varios corales blandos.

Los nanoacuarios de agua marina, también llamados microarrecifes o nanoarrecifes, suelen consistir en roca viva, corales resistentes y pequeños invertebrados como cangrejos ermitaños y caracoles marinos. Debido al pequeño volumen de agua, las fluctuaciones en su calidad son más frecuentes, por lo que los nanoacuarios de arrecife requieren una atención especial en comparación con los acuarios de mayor volumen. Muchos acuaristas de arrecife experimentados recomiendan analizar el agua dos veces por semana, con cambios de agua al menos una vez por semana. En particular, se deben controlar de cerca los niveles de amoníaco, nitrito, nitrato, pH, salinidad, alcalinidad, calcio y fosfato. En el caso de los microarrecifes, incluso cambios mínimos en las condiciones del agua, como fluctuaciones leves de temperatura, pueden ser problemáticos, mientras que el mayor volumen de agua de los acuarios más grandes proporciona un entorno más estable y flexible. 
Los nanoarrecifes también requieren un cuidado especial en la selección de sus ocupantes. Hay dos factores principales a considerar: la carga biológica (es decir, la capacidad del tanque para procesar los desechos producidos por los ocupantes) y la compatibilidad de las especies. Estos problemas, aunque presentes en tanques más grandes, se magnifican en el nanoarrecife. Las especies consideradas seguras para el arrecife y capaces de coexistir en tanques más grandes podrían no prosperar en un nanoarrecife debido a su proximidad física. Por esta razón, las especies de peces más pequeñas, como los gobios y los peces payaso, son opciones populares debido a su tamaño relativamente pequeño y su capacidad para coexistir pacíficamente con otros habitantes del tanque.

#### Ecoesferas

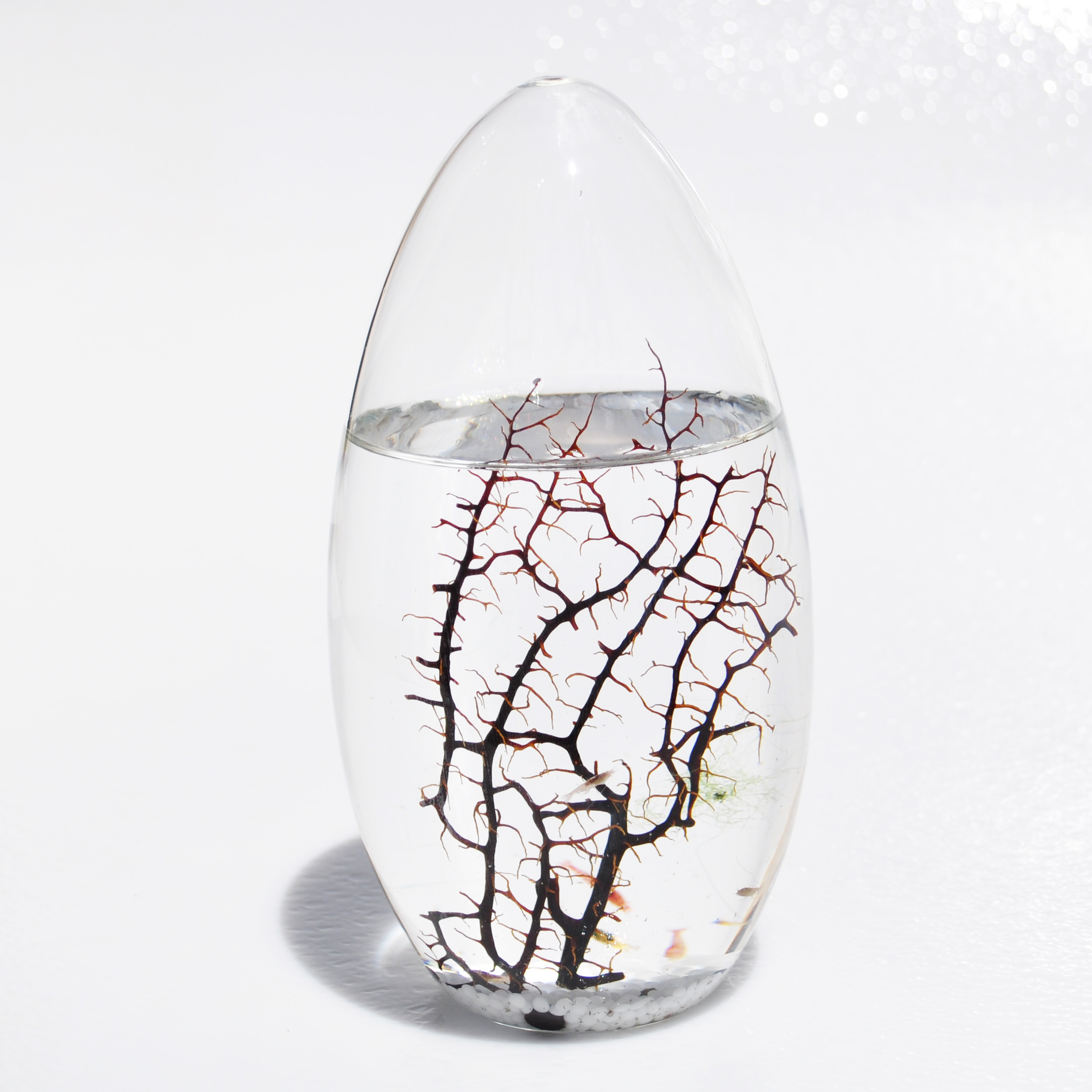
Ecoesfera

Las ecoesferas son fruto de una investigación espacial de la NASA y consisten en un ecosistema totalmente cerrado. Un mundo en miniatura completo y autosuficiente integrado en una bola de cristal. En un sustrato de agua marina filtrada habitan y se reproducen camarones rojos de la especie Halocaridina rubra, junto con microorganismos activos y algas filamentosas del género Chaetomorpha, utilizando como soporte el esqueleto calizo de gorgonias. Debido a que la ecoesfera es un ecosistema autosuficiente, no es necesario ningún aporte alimenticio externo, simplemente se le debe proporcionar un aporte de luz indirecta natural o artificial que permita mantener el ciclo biológico. Por tratarse de un sistema cerrado e independiente la ecoesfera no necesita limpieza y sólo requiere un cuidado mínimo.
La expectativa media de vida de los habitantes de las ecoesferas es de dos a cinco años, aunque se han dado algunos casos de camarones que han llegado a alcanzar los diez años en su ecoesfera.